# Mean City
Mean City (traducibile "città maligna") è un videogioco pubblicato nel 1987 per Commodore 64 dalla Quicksilva. È uno sparatutto con due protagonisti in competizione in un labirinto di ambientazione post-apocalittica. La critica dell'epoca lo considerò generalmente mediocre.

## Trama
La Terra è stata devastata dalla guerra nucleare e i sopravvissuti sono divisi in due gruppi in lotta tra loro, la federazione delle tribù di mutanti che si aggirano come seminomadi e gli abitanti delle futuristiche ma degradate città. I cittadini hanno catturato il capo dei mutanti Hante, così suo figlio Sante si infiltra da solo nella città dove è detenuto per liberarlo. Allo stesso tempo anche suo cugino Calte ha fatto lo stesso, ma con l'intento di uccidere Hante per prenderne il potere. Entrambi devono impadronirsi delle quattro chiavi digitali della cella di Hante per raggiungere il rispettivo obiettivo.

## Modalità di gioco
I protagonisti del gioco sono sempre Sante e Calte, in competizione tra loro e con gli abitanti della città. In giocatore singolo si controlla Sante mentre il computer controlla Calte; in multigiocatore, due giocatori controllano simultaneamente un personaggio a testa.
La città è costituita da un labirinto con vista dall'alto, a scorrimento in tutte le direzioni. Sebbene l'immagine sia bidimensionale, l'ambiente è su più livelli e si può salire su camminamenti e piattaforme sopraelevati. La schermata di gioco è divisa orizzontalmente in tre parti: in alto la visuale su Sante, in basso su Calte (anche quando è controllato dal computer), al centro il cruscotto informativo per ciascuno dei due. Ogni giocatore ha meno di un terzo dello schermo per visualizzare l'azione, spazio piuttosto limitato che rende difficile vedere i nemici in tempo.
Entrambi i contendenti sono continuamente attaccati da cittadini e da robot. Per difendersi possono sparare lentamente proiettili nella direzione in cui sono rivolti. Raggiunti i 3000 punti si possono ottenere armi più potenti dai nemici sconfitti.
Quando i nemici toccano un personaggio gli riducono l'energia, indicata da una sorta di oscilloscopio nel cruscotto centrale, fino all'eventuale perdita di una delle vite.
Scopo finale di entrambi i contendenti è raccogliere le quattro chiavi, situate su piedistalli in vari punti della città, e quindi raggiungere la cella di Hante. Quando si perde una vita le eventuali chiavi raccolte ritornano al loro piedistallo, a meno che si venga uccisi dall'altro personaggio, nel qual caso se ne impadronisce lui.
Ogni giocatore ha nel proprio cruscotto un indicatore a freccia che dovrebbe guidarlo verso la posizione della prossima chiave, ma è poco affidabile.